# متین میا
متین میا (بنگالی: মোহাম্মাদ মতিন মিয়া؛ زادهٔ ۲۰ دسامبر ۱۹۹۸) بازیکن فوتبال اهل بنگلادش است.
از باشگاه‌هایی که در آن بازی کرده است می‌توان به باشگاه فوتبال باشوندارا کینگز اشاره کرد.
وی همچنین در تیم‌های ملی فوتبال زیر ۲۳ سال بنگلادش و بنگلادش بازی کرده است.